# Schauinsland-Reisen-Arena
Schauinsland-Reisen-Arena, numit în trecut Wedaustadion și MSV-Arena, este un stadion de fotbal din Duisburg, Germania pe care evoluează echipa MSV Duisburg. A fost construit în anul 1921. În anii 2003-2004 a fost modernizat și pista de atletism a fost înlăturată.
Stadionul a găzduit meciuri internaționale de fotbal, Campionatul European de Atletism de Juniori din 1973 și Universiadele din 1989 și 2025.